# Miguel Ángel Martínez Tajuelo
Miguel Ángel Martínez Tajuelo (nacido el 19 de abril de 1984) es un nadador paralímpico de España. Compitió en los Juegos Paralímpicos de Verano de 2008 y 2012 y es un competidor medallista de Campeonatos Europeos y Mundiales.

### Personal
Martínez es de Andalucía. En 2010 fue invitado de la ONCE a una proyección especial del documental " La Teoría del Espiralismo ", sobre la vida de los deportistas paralímpicos. Habló antes de la proyección de la película.

## Natación
Martínez es nadador S3, y es miembro del Club Fidias. Comenzó a competir en natación en 2006. Su entrenadora actual es Esperanza Jaqueti Peinado.
Martínez compitió en los Juegos Paralímpicos de Verano de 2008, donde compitió en tres eventos. Después de los Juegos, él y otros atletas olímpicos y paralímpicos de Sevilla fueron invitados especiales en una función organizada por el ministro de Turismo, Comercio y Deporte de la Junta de Andalucía, Luciano Alonso. Los Juegos de Beijing fueron su debut paralímpico. Se clasificó para los Juegos en abril de ese año, y asistió a un campo de entrenamiento del equipo nacional en las Islas Canarias en esa época.
Martínez fue uno de los 42 miembros del equipo español en el Campeonato de Europa de Natación de 2009, de los cuales 22 competidores españoles tenían discapacidades físicas, 6 tenían parálisis cerebral, 10 eran ciegos y cuatro tenían discapacidad intelectual. Compitió en el Campeonato Mundial de Natación Adaptada del 2010 en los Países Bajos. Terminó segundo en los 50 metros espalda. Compitió en el Campeonato Europeo de Natación del IPC de 2011 en Berlín, Alemania, donde ganó una medalla de oro en el relevo combinado de 4x50 metros, una medalla de plata en 50 metros estilo espalda y una medalla de bronce en 200 metros estilo libre.
En marzo de 2012, Martínez se clasificó para los Juegos Paralímpicos de Verano de 2012 en Londres, representando a España en los 50 metros espalda S3 .  En los Juegos Paralímpicos superó la serie 2 en un tiempo de calificación cómodo, pero se perdió un podio cuando llegó cuarto en un tiempo de 51.83. En 2012 compitió en el Campeonato de España de Natación Paralímpica por Comunidades Autónomas. Estableció un récord nacional en el evento en los 50 metros de espalda. Compitió en el Campeonato Mundial de Natación del IPC de 2013 y ganó cuatro medallas de plata individuales y una por equipos; en cada una de sus carreras vio al rival ruso Dmytro Vynohradets llevarse la medalla de oro.